# Завьялова, Галина Петровна
Галина Петровна Завьялова (8 августа 1925, Ленинград — 10 марта 2007, Химки, Московская область) — советская художница-график.

## Биография
Галина Петровна Завьялова родилась в Ленинграде (ныне Санкт-Петербург) в 1925 году. Отец, Петр Васильевич Завьялов, был юристом, мать, Елизавета Ивановна Завьялова, в молодости рисовала, посещала мастерскую художника К. Юона. Начальное художественное образование Галина Петровна получила в Средней художественной школе при Всероссийской Академии художеств. Когда началась война с семьей оставалась в блокадном Ленинграде, участвовала в оборонных работах. В начале 1942 года от голода умер отец. В конце февраля 1942 года вместе с интернатом художественной школы была эвакуирована в Самарканд, откуда возвратилась летом 1944 года.
В 1945 году поступила в Ленинградский институт живописи, скульптуры и архитектуры им. И. Е. Репина. Поступив на факультет живописи, вскоре перешла в графическую мастерскую, преобразованную затем в графический факультет, и оказалась среди первых его послевоенных выпускников. Училась у К. И. Рудакова, В. М. Конашевича, Л. Ф. Овсянникова, А. Ф. Пахомова, Г. Д. Епифанова и М. А. Таранова. Дипломной работой стали иллюстрации к роману Е. Ю. Мальцева «От всего сердца». В 1951 году с отличием окончила институт и в этом же году была принята в Союз художников СССР.
В 1951—1967 годах работала художницей-графиком в Ленинградском отделении Союза художников. В первые годы творчества занималась книжной графикой. Создала иллюстрации к книгам Ф. Н. Таурина «Гремящий порог», В. Г. Короленко «Дети подземелья», Ю. М. Нагибина «Сны», В. В. Орлова «После дождика в четверг» и др. Выйдя замуж, переехала жить в г. Химки. С тех пор вся её жизнь была тесно связана с этим подмосковным городом. С 1967 года сотрудничала с Химкинским комбинатом художественных работ.
Г. П. Завьялова работала в области графики в разных жанрах: портрет, пейзаж, иллюстрация, в таких техниках, как офорт, линогравюра, литография, сквозная печать, цветной карандаш, акварель, пастель. Много ездила по стране, побывала в самых разных её уголках — в горах Кавказа и Крыма, на Дальнем Востоке, на строительстве Братской ГЭС, в Поволжье, на Севере и в средней полосе России. Результатами творческих командировок становились серии зарисовок, портретов, гравюр. Изданы серии эстампов «Альпинисты», «По мотивам песен А. Пахмутовой», «Теоретики и ветераны космонавтики» и др. В 1970-е годы создала серию линогравюр по мотивам детских сказок.
Одно из главных мест в её творчестве принадлежало портрету. За 55 лет работы была создана целая галерея портретов современников. Это портреты хирурга Б. С. Вихреева (уголь, кар., акв., 1956), артистов В. И. Честнокова, О. Л. Заботкиной, В. В. Меркурьева (все три акв., 1956) В. Н. Пашенной (уголь, кар., акв., 1957), композиторов З. А. Левиной (офорт, сухая игла, 1964) и А. Н. Пахмутовой (линогравюра, 1968), художников И. И. Большаковой (офорт, 1970), И. Н. Воробьевой (литография, 1971), Т. П. Капустиной (офорт, 1975), академика Б. А. Петрова (линогравюра, 1967).
Произведения Г. П. Завьяловой многократно экспонировались в России и за рубежом. Работы хранятся в Химкинской картинной галерее им. С. Н. Горшина, Картинной галерее г. Красноармейска (Московская обл.), Государственном историческом музее, Санкт-Петербургском театральном музее и др. Более двадцати лет Галина Петровна вела изостудию для детей. Многие из её учеников стали профессиональными художниками. Скончалась в Химках в 2007 году, похоронена на Введенском кладбище г. Москвы.

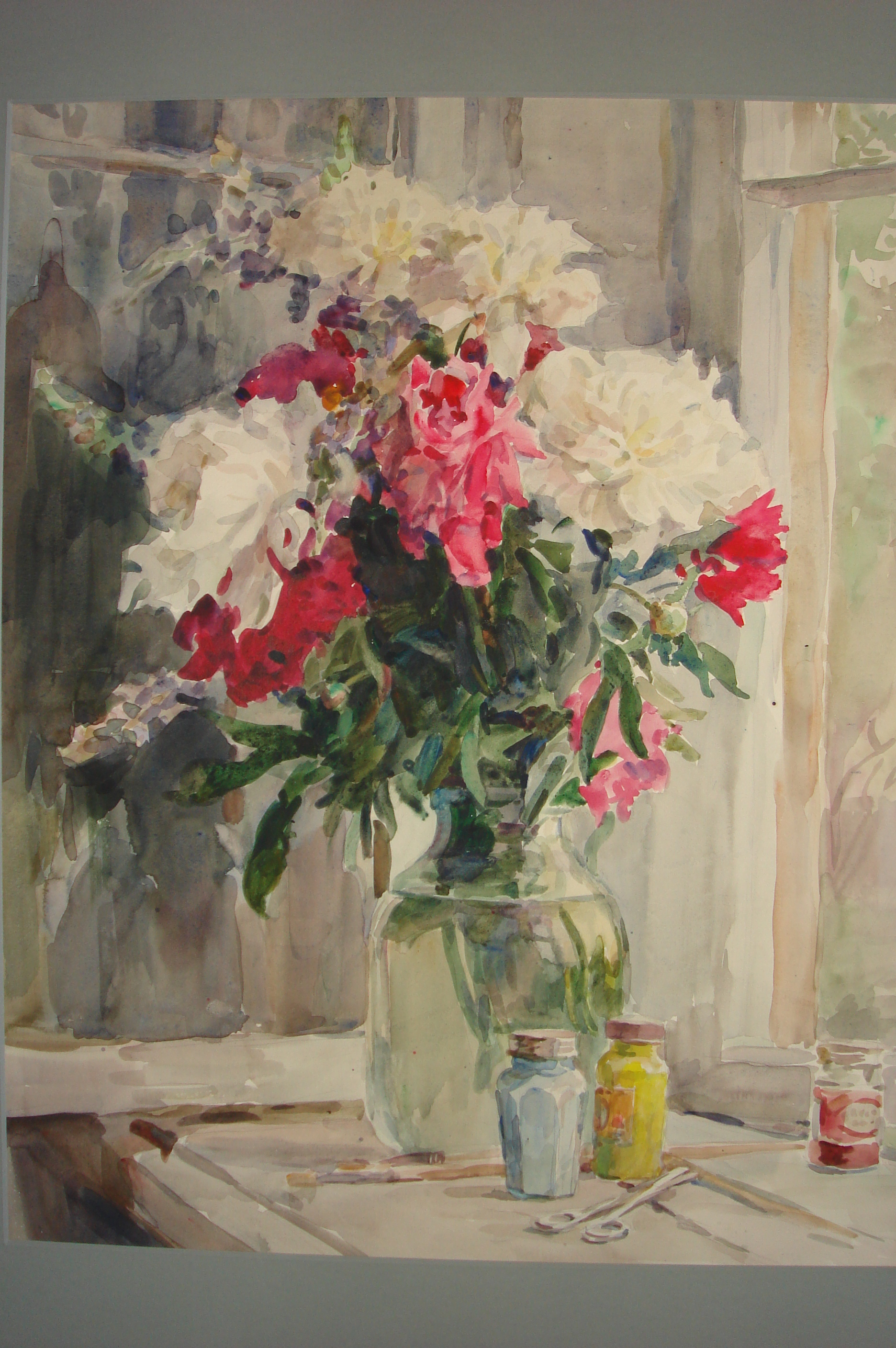
Пионы на окне
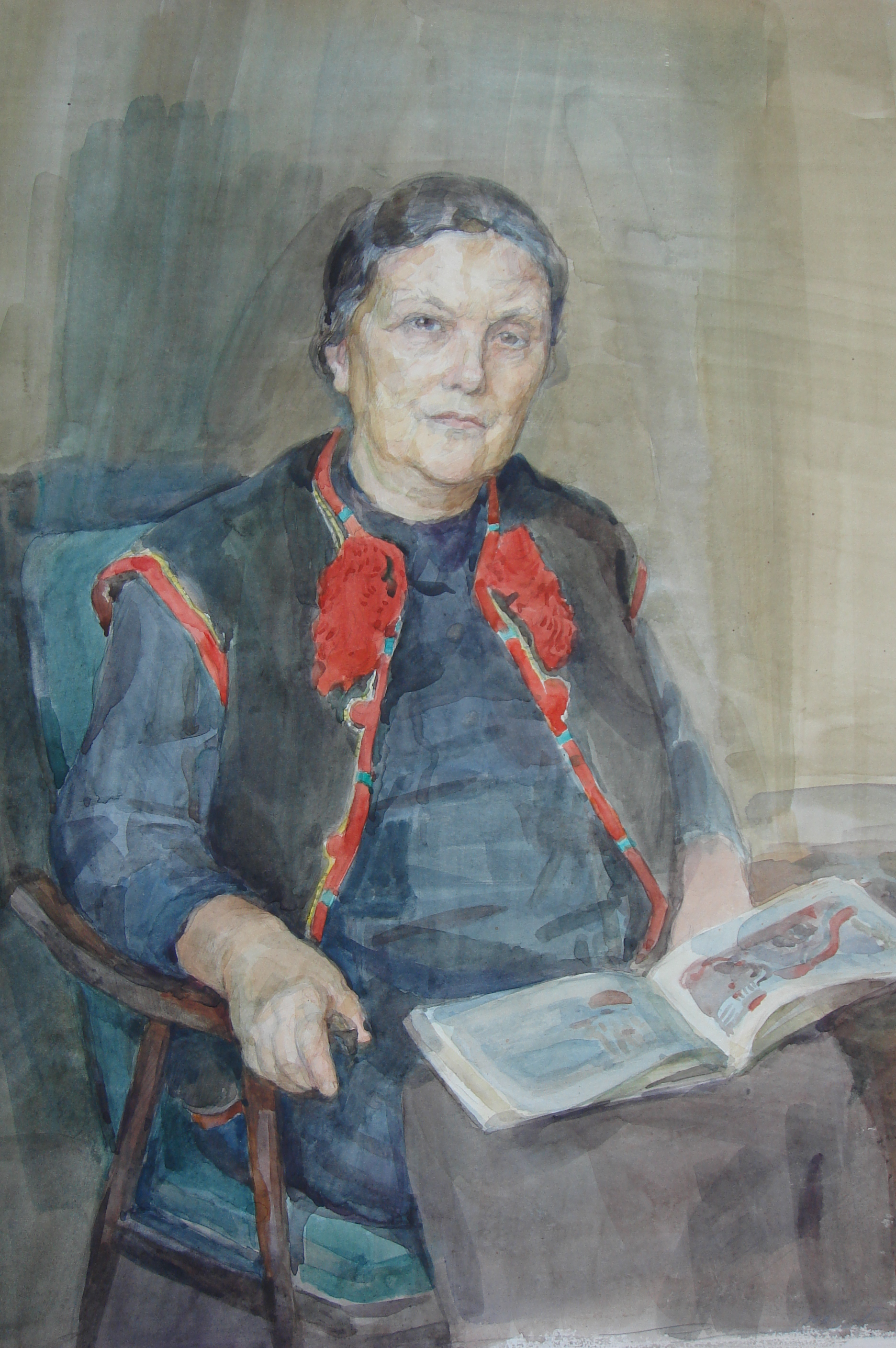
Портрет сестры В.В.Штокмар

## Книжная графика
- Антонов С. П. Рассказы. — Л.: Молодая гвардия, 1951.
- Мальцев Е. Ю. От всего сердца. — М.: Молодая гвардия, 1951.
- Шамшурин Ю. И. У студеного моря. — М.: Молодая гвардия, 1952.
- Лацис В. Т. К новому берегу. — М.: Молодая гвардия, 1953.
- Цвирка П. Семена братства. — М.: Иноиздат, 1955.
- Шамшурин Ю. И. Северная широта. — М.: Молодая гвардия, 1956.
- Яковлев Ю. Я. Старый барабан. — М.: Молодая гвардия, 1956.
- Завалий И. Г. Утро. — М.: Молодая гвардия, 1958.
- Короленко В. Г. Дети подземелья. — М.: Иноиздат, 1958.
- Нагибин Ю. М. Сны. — М.: Иноиздат, 1958.
- Братья Гримм. Сказки. — М.: Иноиздат, 1959.
- Подруга. Сборник / Сост. Р. Салтанова, Н. Колчинская. — М.: Молодая гвардия, 1959.
- Верн Ж. Путешествие к центру Земли. — М.: Иноиздат, 1961.
- Некрасова Л. В. Поиски храбрых. — М.: Молодая гвардия, 1961.
- Таурин Ф. Н. Гремящий порог. — М.: Молодая гвардия, 1962.
- Блынский Д. И. Моя точка зрения. — М.: Молодая гвардия, 1964.
- Дорога. Рассказы и повести ангольских писателей. — М.: Художественная литература, 1964.
- Некрасова Л. В. Я из Африки. — М.: Молодая гвардия, 1965.
- Орлов В. В. После дождика в четверг // Юность. 1968. — № 10-11.
- Виндряевский М. И. Садовник. Стихотворения. — М., 1989.
- Богданович А. А. Дедушка лесной. — М.: Шаг, 1994.
- Колтунов Я. И. В духовный космос. — Калуга, 2005.